# Arenaria serpens
Arenaria serpens är en nejlikväxtart som beskrevs av Carl Sigismund Kunth. 
Arenaria serpens ingår i släktet narvar och familjen nejlikväxter. Inga underarter finns listade i Catalogue of Life.